# Ернст Гартманн (підводник)
Не плутати з генералом СС!
Ернст Гартманн (нім. Ernst Hartmann; 8 квітня 1921, Гамбург — ?) — німецький офіцер-підводник, оберлейтенант-цур-зее крігсмаріне.

## Біографія
15 вересня 1939 року вступив на флот. В лютому-жовтні 1941 року пройшов курс підводника, включаючи практику вахтового офіцер на підводному човні U-137 в лютому-березні. З 18 листопада 1941 року — 2-й вахтовий офіцер на U-704. В квітні-травні 1943 року пройшов курс командира човна. З 19 травня 1943 по 9 червня 1944 року — командир U-3. В червні 1944 року переданий в розпорядження 21-ї, в липні — 3-ї флотилії. 24 липня 1944 року направлений на U-382, але не отримав призначення через хворобу і 27 липня був направлений на лікування, яке тривало до грудня. В жовтні 1944 року переданий в розпорядження 1-го навчального дивізіону підводних човнів. З січня 1945 року — ад'ютант 3-го дивізіону 1-ї навчальної дивізії підводних човнів. В лютому переданий в розпорядження K-Verbande. З березня — ад'ютант командувача підводними човнами на Заході. В травні взятий в полон. 11 серпня 1945 року звільнений.

## Звання
- Кандидат в офіцери (15 вересня 1939)
- Морський кадет (1 лютого 1940)
- Фенріх-цур-зее (1 липня 1940)
- Оберфенріх-цур-зее (1 липня 1941)
- Лейтенант-цур-зее (1 березня 1942)
- Оберлейтенант-цур-зее (1 лютого 1944)